# Lincoln LS
O LS é um sedan de porte médio da Lincoln. O LS estreou em 1999 como um carro do ano 2000, e suas versões contavam com um motor v6 ou v8, e uma distribuição de peso de aproximadamente 50/50. Ambas as versões possuíam tração traseira.